# Calamanthus
Calamanthus es un género de aves paseriformes perteneciente a la familia Acanthizidae. Se les conoce popularmente como sedositos.

## Especies
Comprende las siguientes especies:
- Calamanthus fuliginosus (Vigors y Horsfield, 1827) - sedosito estriado;
- Calamanthus montanellus Milligan, 1903 - sedosito occidental;
- Calamanthus campestris (Gould, 1841) - sedosito rufo.